# Lappersdorf
Lappersdorf település Németországban, azon belül Bajorországban. Lakosainak száma 13 524 fő (2023. december 31.).

## Népesség
A település népessége az elmúlt években az alábbi módon változott:
| Lakosok száma | 8021 | 5309 | 12 970 | 12 958 | 13 190 | 13 215 | 13 314 | 13 298 | 13 568 | 13 524 |
|               | 1970 | 1975 | 2011   | 2012   | 2014   | 2015   | 2017   | 2019   | 2022   | 2023   |